# روبرتا رودريغوس
روبرتا رودريغوس (بالبرتغالية: Roberta Rodrigues‏) هي ممثلة برازيلية، ولدت في 20 أكتوبر 1982 بريو دي جانيرو في البرازيل.

## أعمال

### أفلام
- (2002) مدينة الرب[5]

## وصلات خارجية
- روبرتا رودريغوس على موقع IMDb (الإنجليزية)
- روبرتا رودريغوس على موقع ألو سيني (الفرنسية)
- روبرتا رودريغوس على موقع أول موفي (الإنجليزية)
- روبرتا رودريغوس على موقع قاعدة بيانات الأفلام السويدية (السويدية)
- روبرتا رودريغوس على موقع قاعدة بيانات الفيلم (الإنجليزية)
- روبرتا رودريغوس على موقع كينوبويسك (الروسية)